# سلمى الغفارية
سلمى الغفاريّة هي سلمى امرأة عروة بن الورد هي امرأة من بني كنانة، وتكنّى أمّ وهب، وكان عروة بن الورد قد أغار عليهم فأصابها منهم، وكانت بكرًا فأعتقها واتّخذها لنفسه، فمكثت عنده بضع عشرة سنة، وولدت له ولدًا وهو لا يشكّ في أنها أرغب الناس فيه، وهي تقول له: لو حججتَ بي فأمُرَّ على أهلي وأراهم، فحجَّ بها، فأتى إلى مكّة ثم أتى إلى المدينة. وكان يخالط من أهل يثرب بني النضير، وكان قومها يخالطون بني النّضير، فأتوهم وهو عندهم فقالت لهم سلمى: إنّه خارج بي قبل أن يخرج الشّهر الحرام، فتعالوا إليه وأخبروه أنّكم لا تحبّون أن تكون امرأة منكم معروفة النّسب مَسبيَّة، وافتدوني منه؛ فإنّه لا يرى أنّي أفارقه ولا أختار عليه أحداً، فأتوه فسقوه الشّراب، فلمّا ثمل قالوا له: فادنا بصاحبتنا؛ فإنّها وسيطة النّسب فينا معروفة، وإنّه عارٌ علينا أن تكون مسبيَّة، فإذا صارت إلينا وأردت معاودتها فاخطبها إلينا؛ فإنّنا ننكحك.
فقال لهم: ذلك لكم، ولكن لي الشّرط فيها أن تخيّروها؛ فإن اختارتني انطلقت معي إلى ولدها، وإن اختارتكم انطلقتم بها، قالوا: ذلك لك، قال: دعوني ألهُ بها الّليلة وأفاديها غداً.

فلمّا كان الغد جاءوه فامتنع من فدائها، فقالوا له: قد فاديتنا بها منذ البارحة، وشهد عليه بذلك جماعة ممّن حضر، فلم يقدر على الامتناع وفاداها.

## اختيار سلمى لقومها
لما فادوه بها خيَّروها فاختارت قومها، ثم أقبلت عليه فقالت: يا عروة، أما إني أقول فيك — وإن فارقتُك — الحق. والله ما أعلم امرأة من العرب ألقت سترها على بَعلٍ خير منك، وأغض طرفًا، وأقل فحشًا، وأجود يدًا، وأحمى لحقيقة، والله إنك ما علمت لضحوك وقور، كسوب مدبر، خفيف على متن الفراش، ثقيل على ظهر العدو، طويل العماد، كثير الرماد، راضي الأهل والأجانب، وما مر عليَّ يوم منذ كنت عندك إلا والموت فيه أحب إلي من الحياة بين قومك؛ لأني لم أكن أشأ أن أسمع امرأة من قومك تقول: قالت أمة عروة كذا وكذا إلا سمعته، ووالله لا أنظر في وجه غطفانية أبدًا؛ فارجع راشدًا إلى ولدك وأحسن إليهم، ثم فارقته. ، فقال عروة في ذلك:
أرقت وصحبتي بمضيق عيق  -  لبرقٍ من تهامة مستطير
سقى سلمى وأين ديار سلمى  -  إذا كانت مجاورة السدير
إذا حلت بأرض بني علي  -  وأهلي بين زامرة وكير
ذكرت منازلًا من أم وهب  -  محل الحي أسفل من نقير
وأحدث معهدًا من أم وهب  -  معرسنا بدار بني النضير
وقالوا: ما تشاء، فقلت: ألهو  -  إلى الإصباح أثرة ذي أثير
بآنسة الحديث رضاب فيها  -  بُعيدَ النوم كالعنب العصير